# Jeanne Moreau
Jeanne Moreau (París, 23 de gener de 1928 - París, 31 de juliol de 2017) fou una actriu francesa, considerada com una de les intèrprets més emblemàtiques d'aquest país. Fou actriu de teatre, cinema i televisió, fou també directora de cinema, de teatre, d'òpera, guionista i escriptora.
Musa de Buñuel i Orson Welles –la va considerar «la millor actriu del món»–, abanderada de la nouvelle vague, considerada gran dama del cinema gal, va ser un dels símbols femenins de l'Europa dels 60 i una de les grans actrius de la seva era.
El seu rostre, ulls i enigmàtic somriure van ser l'emblema de la sensualitat francesa. El 1995, va ser escollida entre les 100 estrelles més sexys de la història del cinema per Empire Magazine. Lligada sobretot al cinema d'autor, va gaudir de notable prestigi en el mitjà cinematogràfic. L'actriu, dotada d'una bellesa sensual i una profunda veu inconfusible, va fascinar els grans directors durant una carrera de seixanta-cinc anys i més de 130 films. Va interpretar pel·lícules tan conegudes com La notte, de Michelangelo Antonioni, o Jules et Jim, de François Truffaut.

## Biografia

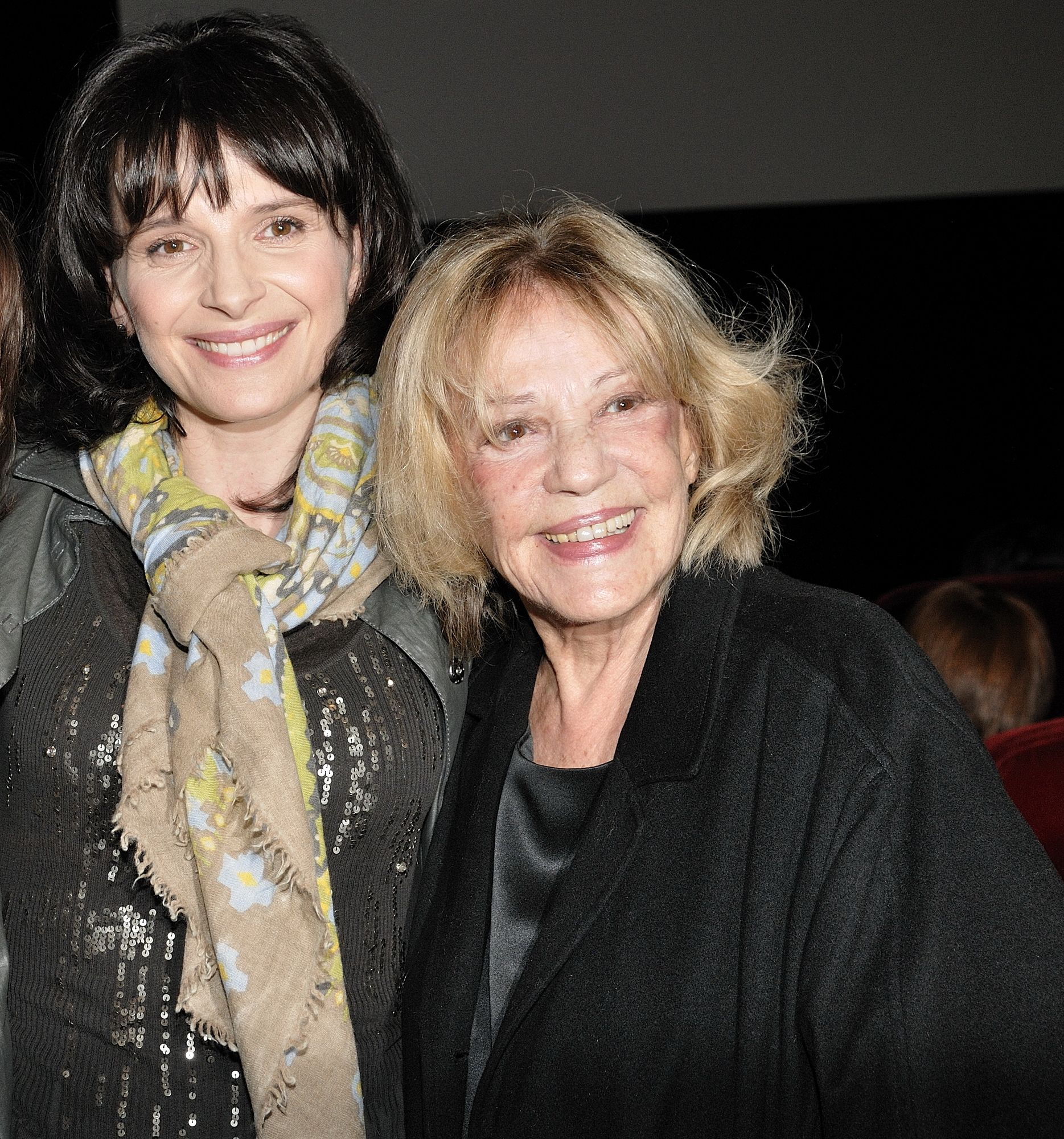
Juliette Binoche amb Jeanne Moreau

La seva mare, Kathleen Sarah Buckley, va néixer a Lancashire, Anglaterra i havia recalat a París com a part del grup Tiller-Girls per actuar en el Folies-Bergère. El seu pare (Anatole Désiré Moreau) tenia un restaurant a Montmartre. Jeanne va anar al Liceu Edgar Quinet de París i es va formar al Conservatori de la mateixa ciutat.
Va debutar al teatre el 1947 en el Festival d'Avinyó i ja als 20 anys integrava l'elenc de la Comédie-Française com el membre més jove mai abans admès.
La seva filmografia més brillant data dels anys 50 i 60, quan va ser la musa de Louis Malle, François Truffaut, Michelangelo Antonioni, Luis Buñuel, Jacques Demy i Roger Vadim, entre altres realitzadors de la nouvelle vague francesa, treballant a més amb Elia Kazan, Orson Welles, Peter Brook, Wim Wenders i altres famosos directors.
Entre els seus films essencials, han d'esmentar-se Els amants de 1962, La núvia vestia de negre, Ascensor pel cadalso, Il marinaio del Gilbilterra, de 1967 amb Orson Welles, La notte amb Marcello Mastroianni, Diari d'una cambrera, Viva María! (amb Brigitte Bardot), La reina Margot (1954), Diàlegs de carmelites, Les relacions perilloses amb Gérard Philipe, Moderato cantabile i l'extraordinària Jules et Jim.
Entre els seus films posteriors, es troba Querelle, de Fassbinder, la pel·lícula d'acció Nikita i L'amant, de Jean-Jacques Annaud. El 1995, es va destacar pel seu paper com a Elizabeth, emperadriu de Rússia, en la pel·lícula per a TV Catalina la Gran, amb Catherine Zeta Jones com a protagonista.
En el 2002 va interpretar la seva gran amiga, l'escriptora Marguerite Duras, en el film Cet amour-là i és actualment favorita de directors com François Ozon i l'israelià Amos Gitai, amb qui va rodar Plus tard, Disengagement i Carmel.

### Treballs com a directora
El 1976 va dirigir el film Lumière i el 1979 L'adolescent amb Simone Signoret, amb guions propis, a més d'un documental sobre Lillian Gish.
Al setembre del 2001 va dirigir l'òpera Attila, de Verdi, a l'Òpera de la Bastilla de París. També va dirigir Lulú, d'Alban Berg.

### Teatre
En teatre va destacar amb Pigmalió, de Bernard Shaw, La gata sobre la teulada de zinc calent i La nit de la iguana, de Tennessee Williams, La màquina infernal, de Jean Cocteau i algunes altres.
El 2001 va encarnar memorablement l'escriptora Marguerite Duras en Cet amour-là. Moreau va protagonitzar dos films basats en les seves novel·les i va ser dirigida per ella en un film de 1972.

### Cantant
Va fer una incursió en la cançó amb veu modesta, afinació perfecta i captivador encant. Va gravar discos, va fer populars cançons com Le tourbillon de la vie, J'ai la memoire qui flanche i Oú-vas ta Mathilde i va cantar al costat de Frank Sinatra en el Carnegie Hall el 1984.

## Vida privada
Amiga de Jean Cocteau, Jean Genet, Henry Miller, Anaïs Nin i Marguerite Duras, va estar lligada romànticament a Louis Malle, Lee Marvin, Tony Richardson i Pierre Cardin. Es va casar amb Jean Louis Richard, amb qui va tenir el seu fill Jerome, amb Theodoros Roubanis i amb William Friedkin.
La minyona de Moureau en trobà el cos sense vida, aparentment per mort natural, el matí del 31 de juliol de 2017 al seu apartament del carrer del Faubourg-Saint-Honoré de París, a tocar de la place des Ternes.

## Premis i guardons

Amos Gitai i Jeanne Moreau, durant el rodatge de Plus Tard, 2008

- Condecorada pel govern francès com Officier des Arts et des Lettres, Officier de l'Ordre National de la Légion d'Honneur i Commandeur de l'Ordre National du Mérite.
- El 1960 va ser premiada a Cannes com a millor actriu per Moderato Cantabile.
- El 1965 va ser la primera actriu francesa a ser portada de la revista Time.
- En les edicions de 1975 i de 1995 va presidir el jurat del Festival de Cannes, l'única actriu a presidir-lo dues vegades.
- El 1983 va ser presidenta del jurat del Festival de Berlín.
- El 1988 va guanyar el Premi Molière a la millor actriu teatral per Le récit de la servante Zerline de Hermann Broch.
- El 1992 va rebre el Lleó d'Or per la carrera del Festival de Venècia.
- El 1992 va guanyar el Cèsar a la millor actriu per la Vieille qui marchait dans la mer.[cal citació]
- El 1997 va rebre el Premi Donostia del Festival de Sant Sebastià.
- El 1998 va rebre el tribut de l'American Academy of Motion Pictures.
- El gener del 2001 va ser la primera dona nomenada acadèmica en l'Academie des beaux-arts de París.
- El 2003 va ser Palma d'Honor del Festival de Cannes.
- Doctora Honoris causa de la Universitat de Lancaster, UK i de la Universitat de la ciutat de Nova York.
- El 1994 va ser l'única actriu francesa mereixedora d'una retrospectiva en el MOMA.
- Membre honorari del British Film Institute.
- Ha estat presidenta del jurat a Avoriaz (1981), Nova Delhi (1985 i 1996), Mont-real (1996) i Angers (2001).

## Filmografia
Les seves pel·lícules més destacades són:

### Actriu
| Any  | Títol                                               | Paper                                 | Director                             |
| ---- | --------------------------------------------------- | ------------------------------------- | ------------------------------------ |
| 1953 | Dortoir des grandes                                 | Julie                                 | Henri Decoin                         |
| 1953 | Julietta                                            | Rosie Facibey                         | Marc Allégret                        |
| 1954 | Touchez pas au grisbi                               | Josy                                  | Jacques Becker                       |
| 1954 | Les Intrigantes                                     | Mona Rémi                             | Henri Decoin                         |
| 1954 | La Reine Margot                                     | Margaret of Valois                    | Jean Dréville                        |
| 1958 | Ascenseur pour l'échafaud                           | Florence Carala                       | Louis Malle                          |
| 1958 | Les amants                                          | Jeanne Tournier                       | Louis Malle                          |
| 1959 | Les relacions perilloses (Les Liaisons dangereuses) | Juliette de Merteuil                  | Roger Vadim                          |
| 1959 | The Four Hundred Blows                              | (cameo)                               | François Truffaut                    |
| 1960 | Le Dialogue des carmélites                          | Mare Marie de l'Incarnation           | Philippe Agostini                    |
| 1960 | Moderato Cantabile                                  | Anne Desbarèdes                       | Peter Brook                          |
| 1961 | A Woman Is a Woman                                  | (cameo)                               | Jean-Luc Godard                      |
| 1961 | La Notte                                            | Lidia                                 | Michelangelo Antonioni               |
| 1962 | The Trial                                           | Miss Burstner                         | Orson Welles                         |
| 1962 | Jules et Jim                                        | Catherine                             | François Truffaut                    |
| 1962 | Eva                                                 | Eva Olivier                           | Joseph Losey                         |
| 1963 | Peau de banane                                      | Cathy                                 | Marcel Ophüls                        |
| 1963 | The Victors                                         | la dama francesa                      | Carl Foreman                         |
| 1963 | Le feu follet                                       | Eva                                   | Louis Malle                          |
| 1963 | La Baie des Anges                                   | Jacqueline "Jackie" Demaistre         | Jacques Demy                         |
| 1964 | Diary of a Chambermaid                              | Célestine                             | Luis Buñuel                          |
| 1964 | The Train                                           | Christine                             | John Frankenheimer                   |
| 1964 | The Yellow Rolls-Royce                              | Eloise, marquesa de Frinton           | Anthony Asquith                      |
| 1964 | Mata-Hari                                           | Mata Hari                             | Jean-Louis Richard                   |
| 1965 | Viva Maria!                                         | Maria I                               | Louis Malle                          |
| 1965 | Chimes at Midnight                                  | Doll Tearsheet                        | Orson Welles                         |
| 1966 | Mademoiselle                                        | "Mademoiselle"                        | Tony Richardson                      |
| 1967 | The Oldest Profession (episodi "Mademoiselle Mimi") | Mimi Guillotine                       | Philippe de Broca                    |
| 1967 | The Sailor from Gibraltar                           | Anna                                  | Tony Richardson                      |
| 1968 | The Immortal Story                                  | Virginie Ducrot                       | Orson Welles                         |
| 1968 | Great Catherine                                     | Catharine                             | Gordon Flemyng                       |
| 1968 | The Bride Wore Black                                | Julie Kohler                          | François Truffaut                    |
| 1970 | The Little Theatre of Jean Renoir                   | la cantant                            | Jean Renoir                          |
| 1970 | Monte Walsh                                         | Martine Bernard                       | William A. Fraker                    |
| 1972 | Chère Louise                                        | Louise                                | Philippe de Broca                    |
| 1972 | Nathalie Granger                                    | "l'altra dona"                        | Marguerite Duras                     |
| 1974 | Les Valseuses                                       | Jeanne Pirolle                        | Bertrand Blier                       |
| 1975 | Joanna Francesa                                     | Joanna                                | Cacá Diegues                         |
| 1976 | The Last Tycoon                                     | Didi                                  | Elia Kazan                           |
| 1976 | El senyor Klein (M. Klein)                          | Florence                              | Joseph Losey                         |
| 1981 | Experiència mortal (Your Ticket Is No Longer Valid) |                                       |                                      |
| 1982 | Querelle                                            | Lysiane                               | Rainer Werner Fassbinder             |
| 1982 | La truita (La Truite)                               | Lou                                   | Joseph Losey                         |
| 1986 | Le Tiroir secret (TV)                               | Vivi                                  | (diferents directors)                |
| 1987 | The Miracle                                         | Sabine                                | Jean-Pierre Mocky                    |
| 1990 | Nikita                                              | Amande                                | Luc Besson                           |
| 1990 | Alberto Express                                     | la baronessa                          | Arthur Joffé                         |
| 1991 | Anna Karamazoff                                     | la Lady                               | Rustam Khamdamov                     |
| 1991 | To meteoro vima tou pelargou                        | la Lady                               | Theo Angelopoulos                    |
| 1991 | The Old Lady Who Walked in the Sea                  | Lady M                                | Laurent Heynemann                    |
| 1991 | Until the End of the World                          | Edith Farber                          | Wim Wenders                          |
| 1993 | A Foreign Field                                     | Angelique                             | Charles Sturridge                    |
| 1993 | Catherine the Great                                 | Elizabeth de Rússia                   | Marvin J. Chomsky                    |
| 1993 | El mapa del cor humà (Map of the Human Heart)       | Sister Banville                       | Vincent Ward                         |
| 1993 | The Summer House                                    | Lili                                  | Waris Hussein                        |
| 1995 | Beyond the Clouds                                   | la Lady                               | Michelangelo Antonioni i Wim Wenders |
| 1996 | The Proprietor                                      | Adrienne Mark                         | Ismail Merchant                      |
| 1996 | I Love You, I Love You Not                          | Nana                                  | Billy Hopkins                        |
| 1997 | Amor embruixat (Un amour de sorcière)               | Eglantine                             | René Manzor                          |
| 1998 | Ever After                                          | Marie Thérèse de França               | Andy Tennant                         |
| 2000 | Les Misérables                                      | Mère Innocente                        | Josée Dayan                          |
| 2001 | Cet amour-là                                        | Marguerite Duras                      | Josée Dayan                          |
| 2003 | Love Actually                                       | Lady a l'aeroport de Marsella (Cameo) | Richard Curtis                       |
| 2005 | Le Temps Qui Reste                                  | Laura                                 | François Ozon                        |
| 2005 | Les Rois maudits (mini-sèrie, 2005)                 | Mahaut, Contessa d'Artois             | Josée Dayan                          |
| 2006 | Roméo et Juliette                                   | Laurence                              | Yves Desgagnés                       |
| 2007 | Désengagement                                       | Françoise                             | Amos Gitai                           |
| 2009 | Face                                                | Jeanne                                | Ming-liang Tsai                      |
| 2012 | Gebo et l'Ombre                                     | Candidinha                            | Manoel de Oliviera                   |
| 2012 | Une estonienne à Paris                              | Frida                                 | Ilmar Raag                           |